# آنری ژیلاردونی
آنری ژیلاردونی (انگلیسی: Henri Gilardoni; ۲۸ ژانویهٔ ۱۸۷۶ – ۲۱ مهٔ ۱۹۳۷) قایقران اهل فرانسه بود.